# Fussball Club Erzgebirge Aue 2019-2020
Questa voce raccoglie le informazioni riguardanti il Fussball Club Erzgebirge Aue nelle competizioni ufficiali della stagione 2019-2020.

## Stagione
Nella stagione 2019-2020 l'Erzgebirge Aue, allenato da Daniel Meyer, Marc Hensel e Dirk Schuster, concluse il campionato di 2. Bundesliga al 7º posto. In Coppa di Germania l'Erzgebirge Aue fu eliminato al secondo turno dal Fortuna Düsseldorf.

## Rosa
| N. |                                 | Ruolo | Calciatore        |
| -- | ------------------------------- | ----- | ----------------- |
| 1  | Germania (bandiera)             | P     | Martin Männel     |
| 2  | Danimarca (bandiera)            | D     | Jacob Rasmussen   |
| 3  | Bosnia ed Erzegovina (bandiera) | D     | Marko Mihojević   |
| 4  | Germania (bandiera)             | D     | Fabian Kalig      |
| 5  | Germania (bandiera)             | C     | Clemens Fandrich  |
| 7  | Germania (bandiera)             | C     | Jan Hochscheidt   |
| 8  | Germania (bandiera)             | A     | Tom Baumgart      |
| 10 | Azerbaigian (bandiera)          | C     | Dimitri Nəzərov   |
| 11 | Germania (bandiera)             | A     | Florian Krüger    |
| 12 | Germania (bandiera)             | D     | Steve Breitkreuz  |
| 13 | Germania (bandiera)             | C     | Louis Samson      |
| 14 | Austria (bandiera)              | A     | Philipp Zulechner |
| 15 | Germania (bandiera)             | D     | Dennis Kempe      |
| 16 | Germania (bandiera)             | C     | Erik Majetschak   |

| N. |                      | Ruolo | Calciatore          |
| -- | -------------------- | ----- | ------------------- |
| 17 | Germania (bandiera)  | C     | Philipp Riese       |
| 20 | Germania (bandiera)  | D     | Calogero Rizzuto    |
| 21 | Germania (bandiera)  | D     | Malcolm Cacutalua   |
| 23 | Germania (bandiera)  | C     | Nicolás Sessa       |
| 24 | Filippine (bandiera) | C     | John-Patrick Strauß |
| 25 | Austria (bandiera)   | C     | Dominik Wydra       |
| 26 | Germania (bandiera)  | D     | Sören Gonther       |
| 27 | Serbia (bandiera)    | A     | Njegoš Kupusović    |
| 33 | Germania (bandiera)  | A     | Christoph Daferner  |
| 34 | Germania (bandiera)  | P     | Daniel Haas         |
| 36 | Serbia (bandiera)    | D     | Filip Kusić         |
| 37 | Germania (bandiera)  | A     | Pascal Testroet     |
| 40 | Germania (bandiera)  | P     | Robert Jendrusch    |

## Organigramma societario
Area tecnica
- Allenatore: Dirk Schuster
- Allenatore in seconda: Sascha Franz, Marc Hensel
- Preparatore dei portieri:
- Preparatori atletici: Frank Steinmetz

## Calciomercato

### Sessione estiva
| Acquisti | Acquisti           | Acquisti         | Acquisti |
| R.       | Nome               | da               | Modalità |
| -------- | ------------------ | ---------------- | -------- |
| C        | Hikmet Çiftçi      | Colonia II       |          |
| A        | Christoph Daferner | Friburgo         |          |
| D        | Sören Gonther      | Dinamo Dresda    |          |
| A        | Njegoš Kupusović   | Stella Rossa U19 |          |
| C        | Erik Majetschak    | RB Lipsia        |          |
| D        | Marko Mihojević    | OFI Creta        |          |
| C        | Nicolás Sessa      | Aalen            |          |

| Cessioni | Cessioni        | Cessioni             | Cessioni |
| R.       | Nome            | a                    | Modalità |
| -------- | --------------- | -------------------- | -------- |
| C        | Paul Horschig   | VfB Auerbach         |          |
| D        | Niklas Jeck     | VfB Auerbach         |          |
| A        | Robert Herrmann | Kickers Würzburg     |          |
| A        | Emmanuel Iyoha  | Holstein Kiel        |          |
| C        | Ole Käuper      | Carl Zeiss Jena      |          |
| D        | Jan Král        | Mladá Boleslav       |          |
| C        | Mario Kvesić    | Magdeburgo           |          |
| C        | Elias Löder     | Germania Halberstadt |          |

### Sessione invernale
| Acquisti | Acquisti        | Acquisti   | Acquisti |
| R.       | Nome            | da         | Modalità |
| -------- | --------------- | ---------- | -------- |
| D        | Jacob Rasmussen | Fiorentina |          |

| Cessioni | Cessioni      | Cessioni       | Cessioni |
| R.       | Nome          | a              | Modalità |
| -------- | ------------- | -------------- | -------- |
| C        | Hikmet Çiftçi | Kaiserslautern |          |

## Risultati

### 2. Bundesliga

#### Girone di andata
| Arbitro: | Siebert |

|  |           |                             |
|  | Marcatori | 25’ Nəzərov 90’ Hochscheidt |

| Arbitro: | Kempter |

|                                     |           |                       |
| Krüger 19’ Nəzərov 35’ Baumgart 82’ | Marcatori | 43’ Tietz 89’ Dittgen |

| Arbitro: | Thomsen |

|                                            |           |              |
| Nilsson 21’ Klos 60’ Voglsammer 85’ (rig.) | Marcatori | 76’ Daferner |

| Aue-Bad Schlema 23 agosto 2019, ore 18:30 CEST 4ª giornata | Erzgebirge Aue | 0 – 0 referto | Stoccarda | Erzgebirgsstadion (13 950 spett.)\| Arbitro: \| Zwayer \| |
| Arbitro:                                                   | Zwayer         |               |           |                                                           |

| Arbitro: | Koslowski |

|         |           |                 |
| Lee 73’ | Marcatori | 48’ Hochscheidt |

| Arbitro: | Siewer |

|              |           |  |
| Baumgart 40’ | Marcatori |  |

| Arbitro: | Reichel |

|                                                 |           |  |
| Vagnoman 18’ Hinterseer 32’ Harnik 47’ Hunt 63’ | Marcatori |  |

| Arbitro: | Hartmann |

|                                           |           |          |
| Nəzərov 27’ (rig.), 39’ Testroet 45’, 71’ | Marcatori | 18’ Koné |

| Arbitro: | Günsch |

|                            |           |                                     |
| Bouhaddouz 16’ Behrens 26’ | Marcatori | 5’ (aut.) Žirov 77’ (rig.) Testroet |

| Arbitro: | Schlager |

|                                                             |           |                               |
| Nəzərov 62’ (rig.) Hochscheidt 75’ Mihojević 86’ Krüger 90’ | Marcatori | 51’ Frey 78’, 90’ (rig.) Geis |

| Arbitro: | Gräfe |

|           |           |  |
| Đumić 87’ | Marcatori |  |

| Arbitro: | Heft |

|           |           |              |
| Riese 54’ | Marcatori | 88’ Schimmer |

| Arbitro: | Waschitzki-Günther |

|          |           |                |
| Fink 64’ | Marcatori | 7’ Hochscheidt |

| Arbitro: | Schmidt |

|                                            |           |             |
| Krüger 14’ Nəzərov 24’ (rig.) Testroet 62’ | Marcatori | 56’ Veerman |

| Arbitro: | Alt |

|                               |           |  |
| Losilla 61’ Samson 90’ (aut.) | Marcatori |  |

| Arbitro: | Bacher |

|                                         |           |                                |
| Bakalorz 32’ Weydandt 75’ Haraguchi 90’ | Marcatori | 16’ Strauß 49’ (aut.) Bakalorz |

| Arbitro: | Pfeifer |

|             |           |  |
| Gonther 44’ | Marcatori |  |

#### Girone di ritorno
| Arbitro: | Thomsen |

|                                               |           |                   |
| Hochscheidt 13’ Nəzərov 64’ (rig.) Krüger 66’ | Marcatori | 80’ (rig.) Hrgota |

| Arbitro: | Ittrich |

|           |           |  |
| Chato 14’ | Marcatori |  |

| Aue-Bad Schlema 31 gennaio 2020, ore 18:30 CET 20ª giornata | Erzgebirge Aue | 0 – 0 referto | Arminia Bielefeld | Erzgebirgsstadion (9 000 spett.)\| Arbitro: \| Winkmann \| |
| Arbitro:                                                    | Winkmann       |               |                   |                                                            |

| Arbitro: | Rohde |

|                           |           |  |
| Didavi 34’, 42’ Gómez 90’ | Marcatori |  |

| Arbitro: | Kampka |

|             |           |                     |
| Nəzərov 70’ | Marcatori | 42’ Özcan 63’ Iyoha |

| Osnabrück 21 febbraio 2020, ore 18:30 CET 23ª giornata | Osnabrück | 0 – 0 referto | Erzgebirge Aue | Stadion an der Bremer Brücke (14 014 spett.)\| Arbitro: \| Thomsen \| |
| Arbitro:                                               | Thomsen   |               |                |                                                                       |

| Arbitro: | Winter |

|                                   |           |  |
| Testroet 39’ Hochscheidt 74’, 88’ | Marcatori |  |

| Arbitro: | Gräfe |

|                  |           |                |
| Schmidt 44’, 59’ | Marcatori | 6’ Hochscheidt |

| Arbitro: | Badstübner |

|                                            |           |           |
| Nəzərov 5’ (rig.) Krüger 64’ Cacutalua 69’ | Marcatori | 80’ Biada |

| Arbitro: | Brych |

|                    |           |             |
| Gonther 63’ (aut.) | Marcatori | 51’ Nəzərov |

| Arbitro: | Günsch |

|           |           |                                  |
| Krüger 8’ | Marcatori | 19’ (rig.) Kempe 72’, 81’ Dursun |

| Arbitro: | Kempter |

|                                                  |           |  |
| Rizzuto 48’ (aut.) Kerschbaumer 58’ Schimmer 86’ | Marcatori |  |

| Arbitro: | Siebert |

|           |           |  |
| Krüger 9’ | Marcatori |  |

| Arbitro: | Siewer |

|                             |           |             |
| Diamantakos 22’ Veerman 41’ | Marcatori | 74’ Gonther |

| Arbitro: | Koslowski |

|               |           |                         |
| Kupusović 90’ | Marcatori | 29’ Eisfeld 42’ Losilla |

| Arbitro: | Badstübner |

|                           |           |             |
| Testroet 23’ Fandrich 67’ | Marcatori | 79’ Ducksch |

| Arbitro: | Pfeifer |

|             |           |                            |
| Makridis 2’ | Marcatori | 45’ Testroet 87’ Zulechner |

### Coppa di Germania
| Arbitro: | Günsch |

|             |           |                                                |
| Mickels 22’ | Marcatori | 38’ Baumgart 57’ Hochscheidt 80’, 84’ Testroet |

| Arbitro: | Reichel |

|                              |           |            |
| Hennings 45’ (rig.) Nuhu 75’ | Marcatori | 12’ Krüger |

## Statistiche

### Statistiche di squadra
| Competizione      | Punti | In casa | In casa | In casa | In casa | In casa | In casa | In trasferta | In trasferta | In trasferta | In trasferta | In trasferta | In trasferta | Totale | Totale | Totale | Totale | Totale | Totale | DR |
| Competizione      | Punti | G       | V       | N       | P       | Gf      | Gs      | G            | V            | N            | P            | Gf           | Gs           | G      | V      | N      | P      | Gf     | Gs     | DR |
| ----------------- | ----- | ------- | ------- | ------- | ------- | ------- | ------- | ------------ | ------------ | ------------ | ------------ | ------------ | ------------ | ------ | ------ | ------ | ------ | ------ | ------ | -- |
| 2. Bundesliga     | 47    | 17      | 11      | 3       | 3       | 32      | 18      | 17           | 2            | 5            | 10           | 14           | 30           | 34     | 13     | 8      | 13     | 46     | 48     | -2 |
| Coppa di Germania | -     | 0       | 0       | 0       | 0       | 0       | 0       | 2            | 1            | 0            | 1            | 5            | 3            | 2      | 1      | 0      | 1      | 5      | 3      | +2 |
| Totale            | 47    | 17      | 11      | 3       | 3       | 32      | 18      | 19           | 3            | 5            | 11           | 19           | 33           | 36     | 14     | 8      | 14     | 51     | 51     | 0  |

### Andamento in campionato
| Giornata  | 1 | 2 | 3 | 4 | 5 | 6 | 7 | 8 | 9 | 10 | 11 | 12 | 13 | 14 | 15 | 16 | 17 | 18 | 19 | 20 | 21 | 22 | 23 | 24 | 25 | 26 | 27 | 28 | 29 | 30 | 31 | 32 | 33 | 34 |
| --------- | - | - | - | - | - | - | - | - | - | -- | -- | -- | -- | -- | -- | -- | -- | -- | -- | -- | -- | -- | -- | -- | -- | -- | -- | -- | -- | -- | -- | -- | -- | -- |
| Luogo     | T | C | T | C | T | C | T | C | T | C  | T  | C  | T  | C  | T  | T  | C  | C  | T  | C  | T  | C  | T  | C  | T  | C  | T  | C  | T  | C  | T  | C  | C  | T  |
| Risultato | V | V | P | N | N | V | P | V | N | V  | P  | N  | N  | V  | P  | P  | V  | V  | P  | N  | P  | P  | N  | V  | P  | V  | N  | P  | P  | V  | P  | P  | V  | V  |
| Posizione | 3 | 2 | 5 | 5 | 6 | 5 | 7 | 4 | 4 | 4  | 4  | 4  | 5  | 4  | 5  | 7  | 6  | 5  | 6  | 6  | 7  | 8  | 9  | 7  | 8  | 6  | 8  | 9  | 9  | 7  | 9  | 11 | 9  | 7  |

Legenda:

Luogo: C = Casa; T = Trasferta. Risultato: V = Vittoria; N = Pareggio; P = Sconfitta.

### Statistiche dei giocatori
| Giocatore      | 2. Bundesliga | 2. Bundesliga | 2. Bundesliga | 2. Bundesliga | Coppa di Germania | Coppa di Germania | Coppa di Germania | Coppa di Germania | Totale   | Totale | Totale      | Totale     |
| Giocatore      | Presenze      | Reti          | Ammonizioni   | Espulsioni    | Presenze          | Reti              | Ammonizioni       | Espulsioni        | Presenze | Reti   | Ammonizioni | Espulsioni |
| -------------- | ------------- | ------------- | ------------- | ------------- | ----------------- | ----------------- | ----------------- | ----------------- | -------- | ------ | ----------- | ---------- |
| T. Baumgart    | 24            | 2             | 6             | 0             | 1                 | 1                 | 1                 | 0                 | 25       | 3      | 7           | 0          |
| S. Breitkreuz  | 0             | 0             | 0             | 0             | 0                 | 0                 | 0                 | 0                 | 0        | 0      | 0           | 0          |
| M. Cacutalua   | 9             | 1             | 1             | 0             | 0                 | 0                 | 0                 | 0                 | 9        | 1      | 1           | 0          |
| C. Daferner    | 21            | 1             | 2             | 0             | 1                 | 0                 | 0                 | 0                 | 22       | 1      | 2           | 0          |
| C. Fandrich    | 31            | 1             | 10            | 0             | 2                 | 0                 | 0                 | 0                 | 33       | 1      | 10          | 0          |
| S. Gonther     | 31            | 2             | 5             | 0             | 2                 | 0                 | 0                 | 0                 | 33       | 2      | 5           | 0          |
| D. Haas        | 0             | 0             | 0             | 0             | 0                 | 0                 | 0                 | 0                 | 0        | 0      | 0           | 0          |
| J. Hochscheidt | 31            | 8             | 1             | 1             | 2                 | 1                 | 0                 | 0                 | 33       | 9      | 1           | 1          |
| P. Horschig    | 0             | 0             | 0             | 0             | 0                 | 0                 | 0                 | 0                 | 0        | 0      | 0           | 0          |
| N. Jeck        | 0             | 0             | 0             | 0             | 0                 | 0                 | 0                 | 0                 | 0        | 0      | 0           | 0          |
| R. Jendrusch   | 4             | 0             | 0             | 0             | 0                 | 0                 | 0                 | 0                 | 4        | 0      | 0           | 0          |
| F. Kalig       | 9             | 0             | 3             | 0             | 1                 | 0                 | 0                 | 0                 | 10       | 0      | 3           | 0          |
| D. Kempe       | 21            | 0             | 3             | 0             | 1                 | 0                 | 0                 | 0                 | 22       | 0      | 3           | 0          |
| F. Krüger      | 32            | 7             | 2             | 0             | 2                 | 1                 | 0                 | 0                 | 34       | 8      | 2           | 0          |
| N. Kupusović   | 3             | 1             | 0             | 0             | 0                 | 0                 | 0                 | 0                 | 3        | 1      | 0           | 0          |
| F. Kusić       | 6             | 0             | 1             | 0             | 1                 | 0                 | 0                 | 0                 | 7        | 0      | 1           | 0          |
| E. Majetschak  | 0             | 0             | 0             | 0             | 0                 | 0                 | 0                 | 0                 | 0        | 0      | 0           | 0          |
| M. Mihojević   | 24            | 1             | 4             | 1             | 2                 | 0                 | 0                 | 0                 | 26       | 1      | 4           | 1          |
| M. Männel      | 30            | 0             | 5             | 0             | 2                 | 0                 | 0                 | 0                 | 32       | 0      | 5           | 0          |
| D. Nəzərov     | 32            | 10            | 5             | 0             | 2                 | 0                 | 0                 | 0                 | 34       | 10     | 5           | 0          |
| J. Plath       | 0             | 0             | 0             | 0             | 0                 | 0                 | 0                 | 0                 | 0        | 0      | 0           | 0          |
| J. Rasmussen   | 14            | 0             | 6             | 0             | 0                 | 0                 | 0                 | 0                 | 14       | 0      | 6           | 0          |
| P. Riese       | 33            | 1             | 9             | 0             | 2                 | 0                 | 0                 | 0                 | 35       | 1      | 9           | 0          |
| C. Rizzuto     | 28            | 0             | 7             | 2             | 2                 | 0                 | 1                 | 0                 | 30       | 0      | 8           | 2          |
| L. Samson      | 17            | 0             | 1             | 1             | 1                 | 0                 | 1                 | 0                 | 18       | 0      | 2           | 1          |
| N. Sessa       | 2             | 0             | 0             | 0             | 0                 | 0                 | 0                 | 0                 | 2        | 0      | 0           | 0          |
| J. Strauß      | 19            | 1             | 3             | 0             | 0                 | 0                 | 0                 | 0                 | 19       | 1      | 3           | 0          |
| P. Testroet    | 29            | 7             | 2             | 0             | 2                 | 2                 | 0                 | 0                 | 31       | 9      | 2           | 0          |
| D. Wydra       | 5             | 0             | 0             | 0             | 0                 | 0                 | 0                 | 0                 | 5        | 0      | 0           | 0          |
| P. Zulechner   | 27            | 1             | 2             | 0             | 1                 | 0                 | 0                 | 0                 | 28       | 1      | 2           | 0          |
| H. Çiftçi      | 1             | 0             | 0             | 0             | 1                 | 0                 | 0                 | 0                 | 2        | 0      | 0           | 0          |